# Jacques Bossard
Jacques Bossard, sieur des Verrières, fut maire de Rennes de 1679 à 1682.

## Biographie
Jacques Bossart est avocat du Roi au présidial de Rennes, syndic du maire de cette ville et procureur-syndic.